# La Cruz (Francisco I. Madero)
La Cruz es una localidad de México perteneciente al municipio de Francisco I. Madero en el estado de Hidalgo.

## Geografía
A la localidad le corresponden las coordenadas geográficas 20° 13’ 13.061” de latitud norte y 99° 06’ 21.459” de longitud oeste, con una altitud de 2039 m s. n. m. Cuenta con un clima semiseco templado.
En cuanto a fisiografía se encuentra dentro de las provincia del Eje Neovolcánico, dentro de la subprovincia de Llanuras y Sierras de Querétaro e Hidalgo; su terreno es de llanura y lomerío. En lo que respecta a la hidrografía se encuentra posicionado en la región del río Panuco, dentro de la cuenca del río Moctezuma, en la frontera de las subcuencas del río Actopan.

## Demografía
En 2020 registró una población de 738 personas, lo que corresponde al 2.04 % de la población municipal. De los cuales 343 son hombres y 395 son mujeres. Tiene 197 viviendas particulares habitadas.
| Gráfica de evolución demográfica de La Cruz entre 1980 y 2020                                |
|                                                                                              |
| Población de los censos y conteos del Instituto Nacional de Estadística y Geografía (INEGI). |

## Economía
La localidad tiene un grado de marginación alto y un grado de rezago social bajo.